# Spoorlijn Baccarat - Badonviller
De Spoorlijn Baccarat - Badonviller was een Franse spoorlijn van Baccarat naar Badonviller. De lijn was 13,9 km lang en heeft als lijnnummer 068 000.

## Geschiedenis
De spoorlijn werd door de Chemins de fer de l'Est geopend op 30 december 1881. Reizigersverkeer is opgeheven in 1939, in 1989 werd de lijn ook gesloten voor goederenvervoer en daarna opgebroken. 

## Aansluitingen
In de volgende plaatsen was er een aansluiting op de volgende spoorlijn:
Baccarat
RFN 067 000, spoorlijn tussen Lunéville en Saint-Dié-des-Vosges